# Лісабон
Лісабо́н (порт. Lisboa; МФА: [ɫɨʒ.ˈbo.ɐ], Лижбоа) — столиця та найбільше місто Португалії, політичний, економічний та культурний центр країни. Адміністративний центр однойменного округу. Найзахідніша столиця материкової Європи та єдина на узбережжі Атлантичного океану.
Права міського самоврядування має з 1147 року. Поділяється на 24 парафії. За адміністративним поділом чинним до 1976 року був складовою провінції Ештремадура. Займає стратегічно важливе положення у гирлі річки Тахо, за 15 км від Атлантичного океану. Захоплений 1147 року військами першого португальського короля Афонсу І. 1255 року став столицею Португальського королівства. У XV—XVII століттях, в Добу великих географічних відкриттів, був одним із передових цивілізаційних центрів світу. Зруйнований Лісабонським землетрусом (1755). Відбудований зусиллями помбальського маркіза Себаштіана де Карвалю. У XX столітті розрісся завдяки поглинанню сусідніх поселень і розвитку передмість. Головні пам'ятки — Лісабонський собор і Замок святого Георгія.

## Назва
- Лісабо́н (порт. Lisboa, МФА: [ɫɨʒ.ˈbo.ɐ], [лижбо́а][11]) — сучасна українська назва.
- Лісбо́на — стара українська назва[12].
- Олісі́по (порт. Olisipo, МФА: [ɔ.lɪˈsiː.poː]) — латинська назва[13].

За найпоширенішою версією, назва міста походить від фінікійського виразу Alis-Ubbo (благословенна затока) завдяки своєму вигідному розташуванню у широкому гирлі, але існують і інші версії, як наприклад «Olipsso» чи «Lixbunã». Схематично походження слова «Lisboa» прийнято передавати так: Olisipo > Ulixibona > Al-Ušbuna > Lixbona > Lixbõa > Lisboa.

## Географія
Лісабон розташований на заході Португалії, на півдні округу Лісабон, на правому березі річки Тежу, у її гирлі. Найвища точка — 226 метрів над рівнем моря (Парк Монсанту), є найзахіднішою столицею Європи.
Лісабон межує на півночі з муніципалітетом Лореш, на північному заході — з муніципалітетом Одівелаш, на заході — з муніципалітетами Амадора і Оейраш. На сході й півдні омивається водами річки Тежу і Атлантичного океану.
Разом зі своїми числе́нними передмістями (в тому числі і північні райони Сетубальського округу) утворює Лісабонську агломерацію (порт. Área Metropolitana de Lisboa), населення якої перевищує 2 млн осіб.
Історичний центр міста розташований на семи пагорбах (порт. Sete colinas), причому деякі вулиці настільки вузькі, що унеможливлює проїзд громадського транспорту. У місті є 3 фунікулери та один вертикальний ліфт Санта-Жушта. У західній частині міста розташовані його легені — лісопарк Монсанту загальною площею понад 10 км². Місто відвоювало значну територію у річки, головним чином з 19 століття, що дозволило будівництво широких проспектів у нижній його частині, а також створення залізничного сполучення і портових споруд. Саме на таких територіях збудовано найсучасніші Парк Націй і Культурний Центр Беленя.

### Клімат
Лісабон — одна з найтепліших європейських столиць, з кліматом що великою мірою обумовлений Гольфстримом. Весна може бути від сирої до спекотної сонячної (11…26 °C) з деякими зливами, літо — сухе та спекотне з деяким вітром і температурами між 16 та 29 °C. Осінь тепла і нестабільна, з температурами від 12 до 27 °C і зима, як правило, — дощі та сирість, з незначним сонцем (8…18 °C). Найнижча зареєстрована температура −2,2 °C, найвища — 43 °C.
Сніг випадає дуже рідко — востаннє це було 29 січня 2006 року та 28 січня 2007 року, сталося це після більш як сорокарічної паузи. У середньому місто отримує 3300 годин сонця і 100 днів дощу на рік.
Місто знаходиться у зоні, котра характеризується середземноморським кліматом. Найтепліший місяць — серпень із середньою температурою 23 °C (73,4 °F). Найхолодніший місяць — січень, із середньою температурою 11,3 °С (52,3 °F).
| Клімат Лісабона         | Клімат Лісабона | Клімат Лісабона | Клімат Лісабона | Клімат Лісабона | Клімат Лісабона | Клімат Лісабона | Клімат Лісабона | Клімат Лісабона | Клімат Лісабона | Клімат Лісабона | Клімат Лісабона | Клімат Лісабона | Клімат Лісабона |
| Показник                | Січ.            | Лют.            | Бер.            | Квіт.           | Трав.           | Черв.           | Лип.            | Серп.           | Вер.            | Жовт.           | Лист.           | Груд.           | Рік             |
| Абсолютний максимум, °C | 20,6            | 24,8            | 28,3            | 29,4            | 35              | 41,5            | 40,6            | 37,9            | 37,1            | 32,6            | 25,6            | 23,2            | 41,5            |
| Середній максимум, °C   | 14,5            | 15,9            | 18,2            | 19,2            | 21,4            | 24,8            | 27,5            | 27,8            | 26,2            | 22,1            | 18              | 15,2            | 20,9            |
| Середня температура, °C | 11,3            | 12,6            | 14,3            | 15,3            | 17,3            | 20,3            | 22,7            | 23              | 21,7            | 18,4            | 14,8            | 12,4            | 17              |
| Середній мінімум, °C    | 8,1             | 9,2             | 10,4            | 11,5            | 13,3            | 15,9            | 17,9            | 18,1            | 17,3            | 14,6            | 11,5            | 9,5             | 13,1            |
| Абсолютний мінімум, °C  | 0,4             | 1,2             | 2,9             | 5,5             | 6,9             | 10,3            | 13,1            | 13,8            | 10,7            | 8               | 3,9             | 2,4             | 0,4             |
| Норма опадів, мм        | 96.8            | 90.2            | 51.2            | 64.7            | 55.6            | 17.2            | 6.1             | 6.8             | 28.5            | 79.8            | 107.1           | 121.8           | 725.8           |
| Днів з опадами          | 13,3            | 13              | 10,4            | 12,7            | 9,5             | 4,8             | 1,9             | 2,5             | 5,8             | 11              | 12,2            | 14,9            | 112             |
| Днів з дощем            | 16              | 16              | 15              | 16              | 13              | 9               | 5               | 4               | 8               | 13              | 15              | 17              | 147             |
| Вологість повітря, %    | 80              | 80              | 75              | 70              | 70              | 70              | 65              | 65              | 70              | 75              | 80              | 85              | 73.8            |
| ----------------------- | --------------- | --------------- | --------------- | --------------- | --------------- | --------------- | --------------- | --------------- | --------------- | --------------- | --------------- | --------------- | --------------- |
| Джерело: Weatherbase    |                 |                 |                 |                 |                 |                 |                 |                 |                 |                 |                 |                 |                 |

## Історія

### Античність. Вестготи. Маври

Місто «Olissipo» знаходилось на території римської провінції Лузітанії

За народною легендою, місто Лісабон було засноване давньогрецьким героєм Одісеєм (порт. Ulisses, Odisseu), і як Рим, виникло на семи пагорбах.
Перше поселення заснували фінікійці близько 1200 р. до н. е. і це друга найстаріша європейська столиця після Афін.
Вигідне географічне розташування міста сприяло його швидкому розвитку. Так, з появою у регіоні Кельтів, вони почали змішуватися з місцевими населенням, що і дало початок виникненню племен, що розмовляли кельтською мовою. Найімовірніше, стародавні греки протягом тривалого часу мали в гирлі річки Тежу торговельний пункт. Але тогочасні конфлікти у Середземномор'ї призвели до залишення міста греками, головним чином завдяки карфагенянам, що на той час домінували в регіоні. Занепад Римської імперії та феодалізація суспільства призвели до завоювань її західної частини германськими, гунськими та іншими племенами. Під кінець римського панування «Olissipo» стало одним із перших міст, що прийняли християнство. Першим єпископом міста був Сан-Ґенс. У той час місто зазнає значних пограбувань варварами, аланами, стає частиною Суевського королівства, і врешті решт, переходить до вестготів із Толедо, які називають його «Ulishbona». Пограбування та комерційний занепад на той час містечка «Ulishbuna» тривали до початку VII століття, коли маври, скориставшись громадянською війною в Толедському королівстві, захоплюють Іберійський півострів у 711 році. Отже у 719 році місто перейшло до маврів, які назвали його «al-Lixbûnâ» арабською мовою та побудували фортифікацію.
На початку вересня 844 року мусульманський Лісабон здобули вікінги. Вони 13 днів грабували місто й вирізали частину міського населення.

### Королівство Португалія

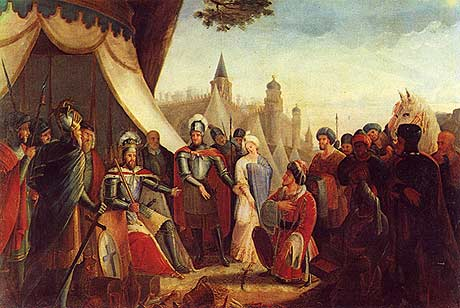
Капітуляція сарацинів Лісабона перед Афонсу І.

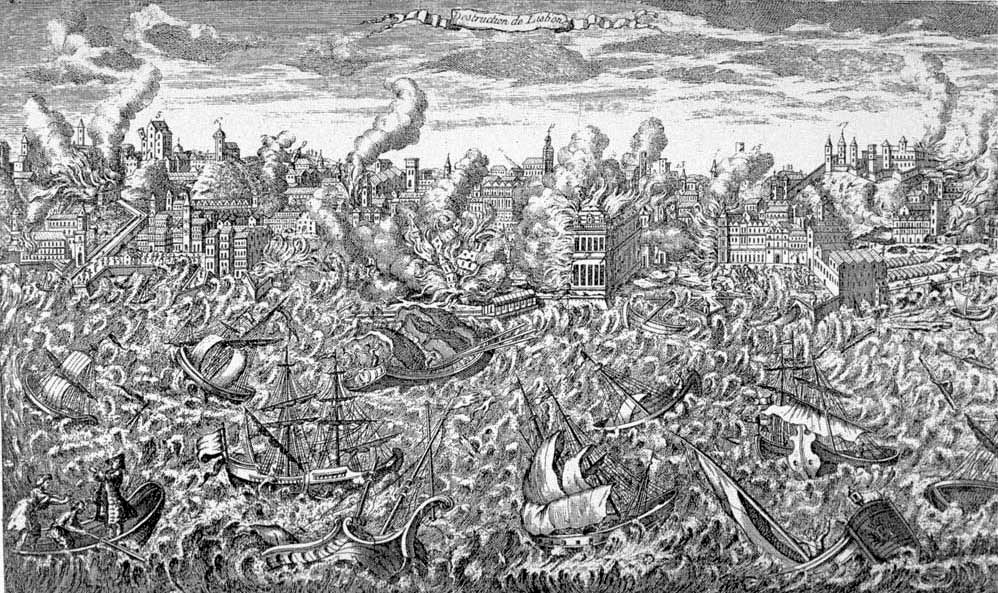
Лісабонський землетрус

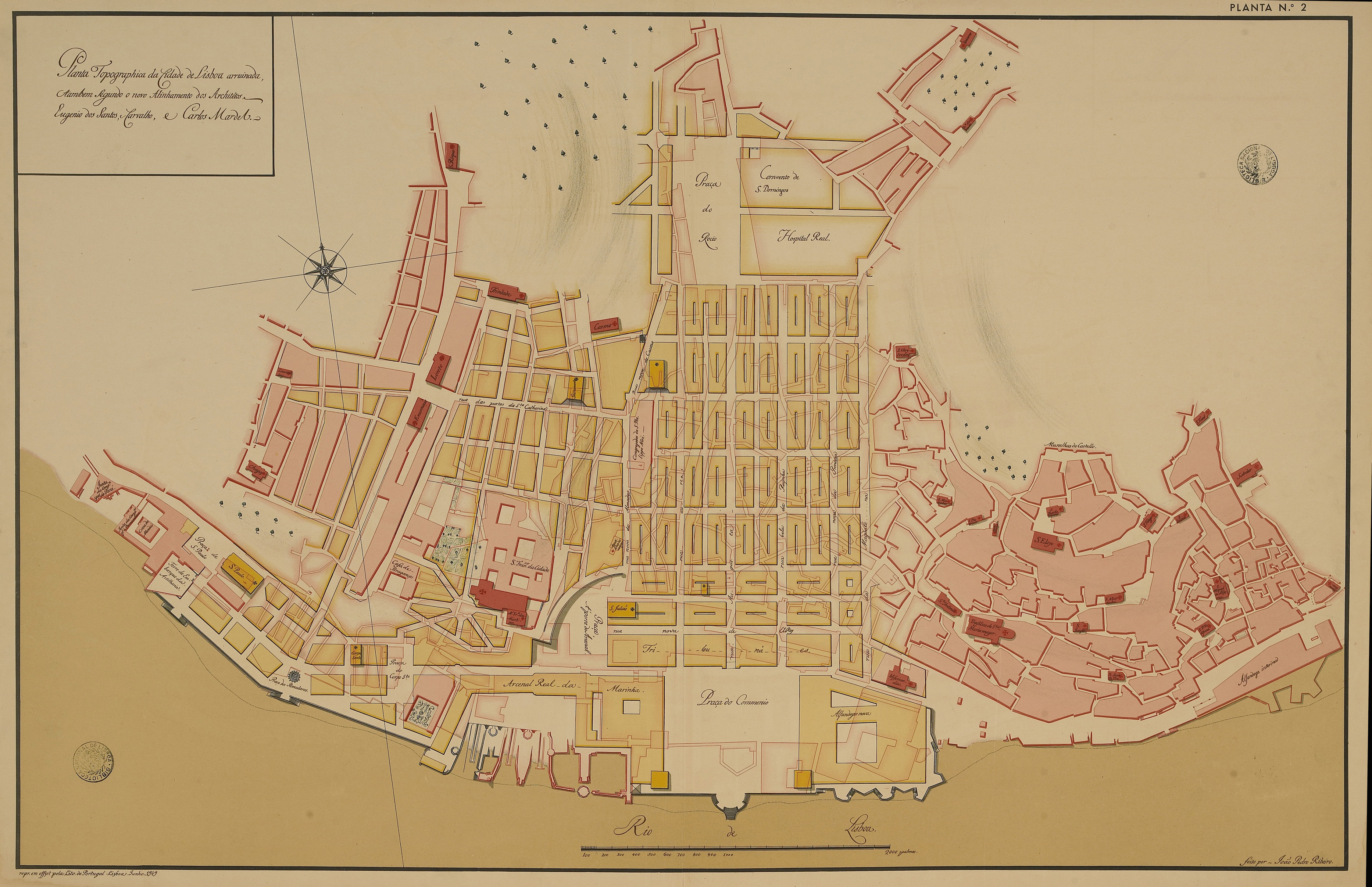
План перебудови 1756 р.

Мусульманське панування у Лісабоні тривало до 1147 року, коли місто відвоював перший португальський король Афонсу І. 1179 року він надав йому форал, яким визнав за поселенням статус містечка та муніципальні самоврядні права. Статус столиці Лісабон отримав 1255 року, завдяки своєму вигідному стратегічному розташуванню. Було відновлено єпархію, яка у XIV столітті стає метрополією. Вже до кінця XIII століття місто перетворюється на важливий порт, завдяки морському сполученню з Північною Європою, а в 1290 році за короля Дініша I відкривається перший у країні університет, який у 1308 році перенесли до міста Коїмбри.
6 грудня 1383 року міщани Лісабона повстали проти королеви-регентші Леонори, прогнали її і проголосили «захисником королівства» авіського магістра Жуана. 16 грудня вони створили самоврядну раду — Дім двадцяти чотирьох. У відповідь до Португалії вдерся кастильський король Хуан I, зять вигнаної королеви. 29 травня 1384 року він оточив португальську столицю й тримав її в облозі чотири місяці. Лісабон врятувався чудом: серед кастильців спалахнула епідемія чуми, яка викосила половину їхнього війська. 3 вересня нападники зняли облогу й повернулися до Кастилії. Наступного 1385 року кортеси обрали Жуана новим королем Португалії. 14 серпня у вирішальній битві при Алжубарроті він вщент розбив кастильських інтервентів. За допомогою лісабонців Жуан І відстояв суверенітет країни й добився утвердження Авіської династії на португальському троні. Він та його нащадки розпочали завоювання в Африці та дослідження Атлантики.
Тісна співпраця з італійцями, що домінували у Середземномор'ї ще з часів Римської імперії, приносить місту низку важливих географічних відкриттів у спільних експедиціях — архіпелаги Азорських островів, Мадейри та Канарських островів. Ці острови дозволили заснувати нові морські порти, корисні з точки зору нових комерційних зв'язків. Численні морські експедиції відправлялись із Лісабона у XV—XVII століттях. Найвідомішою стала експедиція під керівництвом Васко да Гама у 1497—1498 роках, підкреслюючи таким чином важливість міста як морського порту та торговельного центру Європи.
На зміну Авіській династії у 1580 році приходять кастильські Габсбурги (Іберійська унія).
13 червня 1589 року англійські пірати під проводом Френсіса Дрейка здійснили морський напад на Лісабон, проте португальці його успішно відбили.
У 1640 році португальцям вдається відновити незалежність і королем стає Жуан IV. У місті будується приблизно 40 нових монастирів (крім тридцяти вже існуючих на той час), а на початку XVIII століття, за часів короля Жуана V, у місті будується грандіозна для тих часів споруда — акведук «Вільних Вод» (порт. Aqueduto das Águas Livres), висота котрого сягає 70 метрів (див. галерею зображень).
1 листопада 1755 року Лісабон зруйнували великий землетрус і цунамі. Відновленням міста займався міністр Себаштіан де Карвалю. Столиця відродилася лише наприкінці XVIII століття. Нововідбудоване місто, центральна частина якого набуває прямокутних форм і отримує назву на честь маркіза.
Восени 1807 року між Наполенівською Францією і Португалією спалахнула війна. 29 листопада португальський уряд на чолі з принцом-регентом Жуаном втік із Лісабона до Бразилії, а 30 листопада столицю безкровно зайняли французькі війська під проводом генерала Жан-Андоша Жюно. Французька окупація тривала до 1811 року.

### Республіка Португалія
У 1910 році Португалію вперше проголошено республікою, що існувала до 1926 року, коли праві сили встановлюють у країні диктаторський режим Нової Держави на чолі з Салазаром, що тривав до 25 квітня 1974 року.
Цього дня в країні відбулася Революція гвоздик, в результаті якої було скинуто півстолітню диктатуру на чолі з послідовником Салазара Марселу Каетану, а 25 квітня стає національним святом — днем свободи. Відтоді в Лісабоні і в країні встановлюється демократія (сьогодні муніципальною палатою керує Соціалістична партія на чолі з мером Антоніу Коштою). У країні починається нова ера економічних перетворень і вже через 10 років після падіння диктаторського режиму, в 1985 році тодішній португальський президент Маріу Суаріш підписав угоду про вступ країни до Європейського Союзу (сталося це у Монастирі єронімітів).
У 1988 році у центрі Лісабона (місцевість Шіаду) сталася пожежа, що знищила значну частину архітектурної спадщини міста та зону його традиційної комерції.
Сьогодні Лісабон розвивається у швидкому ритмі, не відстаючи від інших європейських столиць, — покращується його інфраструктура та системи безпеки, охорони здоров'я, спорту та ін. 1994 року місто було Європейською столицею Культури, у 1998 році відкрито другий міст через річку Тежу, у тому ж році у місті було реалізовано Всесвітню виставку Expo 1998 присвячену океанам, у 2004 році в рамках чемпіонату Європи з футболу, що проходив у Португалії, місто було ареною 10 футбольних матчів (на стадіонах Алваладе XXI і Луж). 2008 року оголошено також про будівництво нового міжнародного аеропорту, третього мосту через річку Тежу серед інших грандіозних проєктів.

## Адміністративний поділ

### Сучасний поділ міста

Структура міста після 2012 року
Історичний центр
Західний Лісабон
Центральний Лісабон
Східний Лісабон
Північний Лісабон

- Ажуда
- Алкантара
- Алваладе
- Areeiro
- Арроюш
- Avenidas Novas
- Беату
- Belém
- Benfica
- Campo de Ourique
- Камполіде
- Карніде
- Estrela
- Луміар
- Марвіла
- Misericórdia
- Олівайш
- Parque das Nações
- Пеня-де-Франса
- Santa Clara
- Santa Maria Maior
- Santo António
- Сан-Домінгуш-де-Бенфіка
- São Vicente

### Старий поділ міста

Структура міста до 2012 року

До 2012 року Лісабон поділявся 53 парафії, згруповані у 4 райони (порт. bairros).
- Ажуда
- Алкантара
- Алту-ду-Піна
- Алваладе
- Амейшоейра
- Анжуш
- Беату
- Бенфіка
- Граса
- Енкарнасан
- Кампу-Гранде
- Камполіде
- Карніде
- Каштелу
- Корасан-де-Жезуш
- Лапа
- Луміар
- Мадалена
- Мартіреш
- Марвіла
- Мерсеш
- Носса-Сеньора-де-Фатіма
- Олівайш
- Пена
- Пеня-де-Франса
- Празереш
- Сакраменту
- Санта-Катарина
- Санта-Енграсія
- Санта-Ізабел
- Санта-Жушта
- Санта-Марія-де-Белен
- Сантіагу
- Санту-Кондештавел
- Санту-Ештеван
- Сантуш-у-Велю
- Сан-Кріштован-і-Сан-Лоренсу
- Сан-Домінгуш-де-Бенфіка
- Сан-Франсішку-Шавієр
- Сан-Жуан
- Сан-Жуан-де-Бріту
- Сан-Жуан-де-Деуш
- Сан-Жорже-де-Арройюш
- Сан-Жозе
- Сан-Мамеде
- Сан-Мігел
- Сан-Ніколау
- Сан-Паулу
- Сан-Себаштіан-да-Педрейра
- Сан-Вісенте-де-Фора
- Се
- Сокорру
- Шарнека

Традиційні квартали:
- Байрос — це старі квартали на семи пагорбах, з яких починалося місто.
- Алфама — квартал простого люду.
- Байру-Алто — район лісабонської богеми[20].

## Населення
| Кількість мешканців | Кількість мешканців | Кількість мешканців | Кількість мешканців | Кількість мешканців | Кількість мешканців | Кількість мешканців | Кількість мешканців | Кількість мешканців | Кількість мешканців | Кількість мешканців | Кількість мешканців | Кількість мешканців | Кількість мешканців | Кількість мешканців | Кількість мешканців |
| ------------------- | ------------------- | ------------------- | ------------------- | ------------------- | ------------------- | ------------------- | ------------------- | ------------------- | ------------------- | ------------------- | ------------------- | ------------------- | ------------------- | ------------------- | ------------------- |
| 1864                | 1878                | 1890                | 1900                | 1911                | 1920                | 1930                | 1940                | 1950                | 1960                | 1970                | 1981                | 1991                | 2001                | 2011                | 2021                |
| 190 311             | 240 740             | 300 964             | 351 210             | 431 738             | 484 664             | 591 939             | 694 389             | 783 226             | 802 230             | 769 044             | 807 937             | 663 394             | 564 657             | 547 733             | 545 796             |

## Економіка

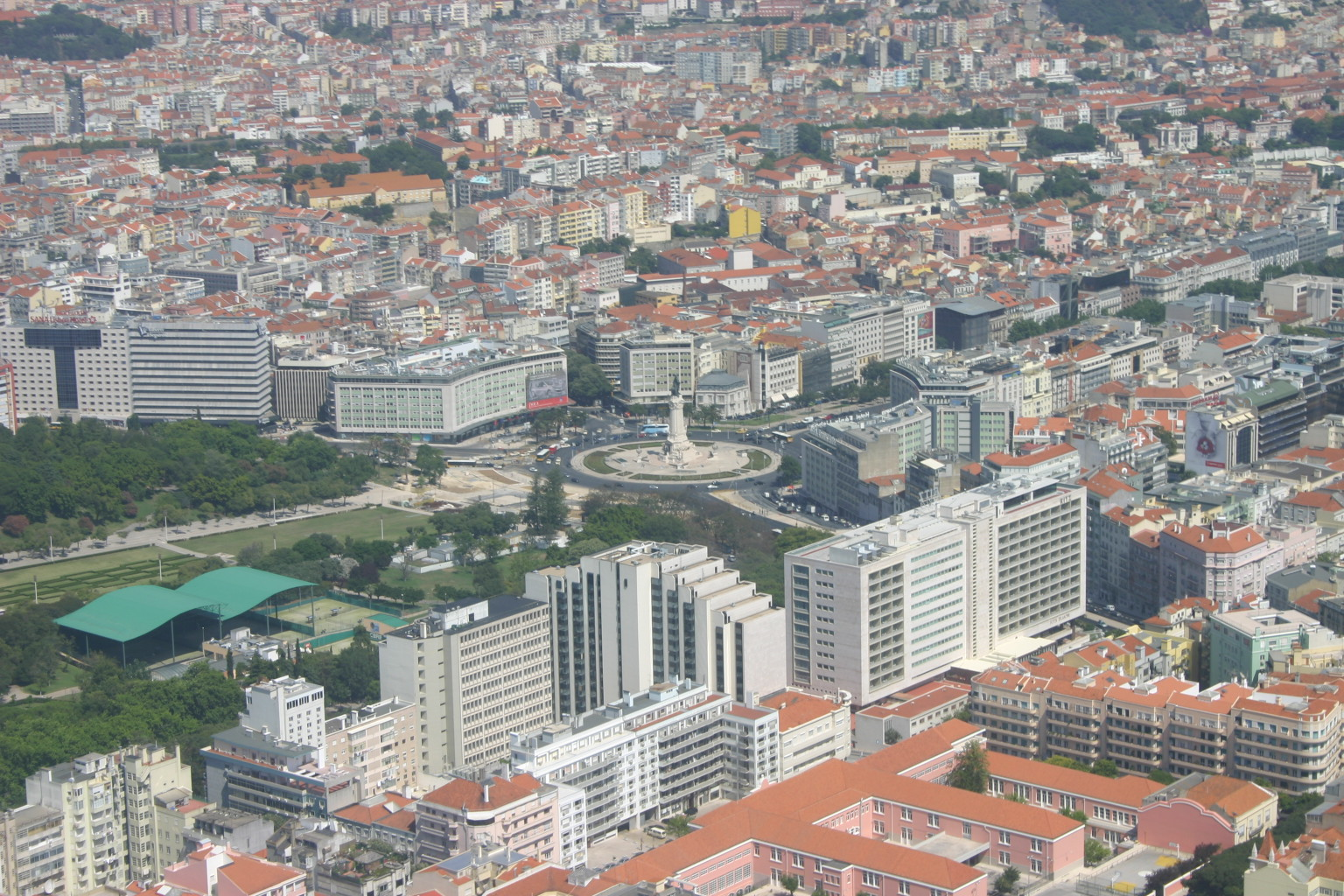
Сучасний Лісабон

Лісабон є найбагатшим містом країни — ВВП на душу населення перевищує середньоєвропейський показник, причому в економіці домінує сфера послуг. Лісабонський порт є найактивнішим на атлантичному узбережжі Європи. Більшість багатонаціональних компаній, присутніх у Португалії, розміщена саме в Лісабоні. Він також є 9-м містом у світі, що приймає найбільше конгресів світового рівня.
Лісабонська агломерація є надзвичайно індустріалізованою, особливо в північних районах Сетубальського адміністративного округу (нафтопереробна, текстильна промисловість, судоремонтні та рибопереробні заводи). Саме через це португальську столицю визнано найважливішим після Мадрида економічним та фінансовим центром Іберійського півострова.

## Транспорт
Лісабон є важливим транспортним вузлом як Португалії, так і Іберійського півострова загалом. До транспортних магістралей міста Лісабона належать швидкісні автомагістралі (в тому числі платні A-1, A-2, A-5), залізничне та водне сполучення. Важливу роль у транспортному сполученні мають міжнародний аеропорт «Портела», 2 мости через р. Тежу, річковий транспорт, а у внутрішньоміських пасажирських перевезеннях — метро, автобусний транспорт, трамвайні мережі.

### Аеропорт
Лісабонський аеропорт є важливим не тільки для Лісабонської агломерації. Він обслуговує також населення з прилеглих адміністративних округів. Розташований у північній околиці міста (3-й квартал). З аеропорту «Київ» до Лісабона двічі на тиждень виконує рейси авіакомпанія Wizz Air.
У зв'язку з постійним зростанням пасажирообігу, а повітряний пасажиропотік Лісабона становить близько 10 млн осіб на рік, у 2008 році прийняте рішення про будівництво нового міжнародного аеропорту в Алкошете.

### Залізниця
Головними залізничними вокзалами Лісабона є станції Оріенте та Санта-Аполонія. Залізничні маршрути розходяться від міста у двох магістральних напрямках: Лінія Північна (Порту) та Лінія Південна (Алгарве), та трьох приміських  — Лінія Сінтри, Лінія Кашкайша, Лінія Азамбужи.

### Метро

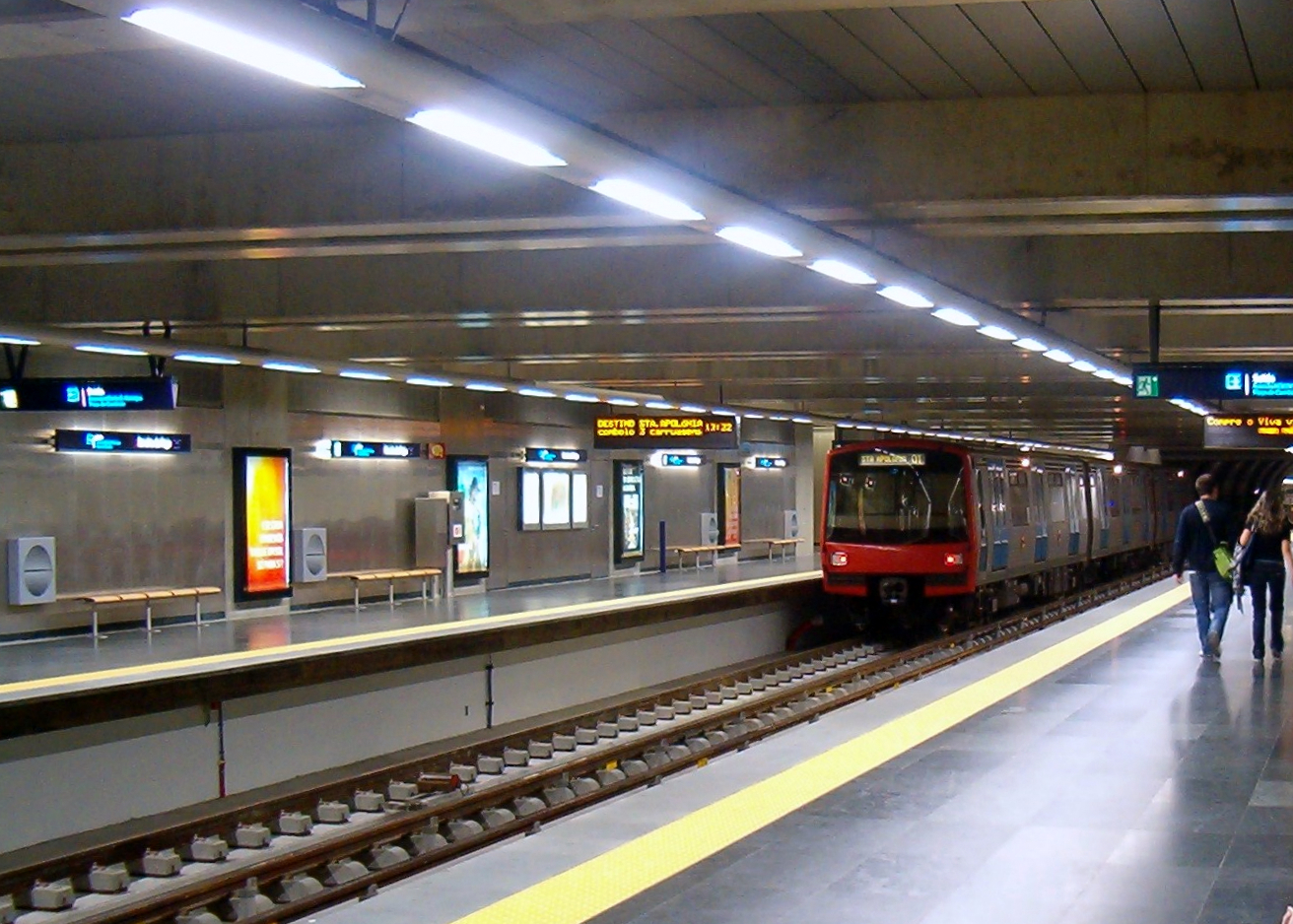
Станція метро «Террейру-ду-Пасу», відкрита у 2007 р.

Перший португальський метрополітен було відкрито 29 грудня 1959 року. На 2017 рік побудовано 4 лінії (синя, зелена, жовта та червона) загальною завдовжки 44,2 км, що нараховують 56 станцій (з них 6 вузлові), які обслуговують приблизно 0,5 млн пасажирів щодня. Спорудження червоної лінії було пов'язане з проведенням у місті міжнародної експозиції Expo 1998. У майбутніх планах (2010—2020) розширення жовтої ліній у південному напрямку до з'єднання із зеленою. Вартість квитка залежить від зони (для першої зони становить 0,75 євро, для другої — 1,05 євро). Лісабонське метро зв'язує місто з двома іншими містами — Амадора та Одівелаш (обидва належать до другої зони).

### Трамвай

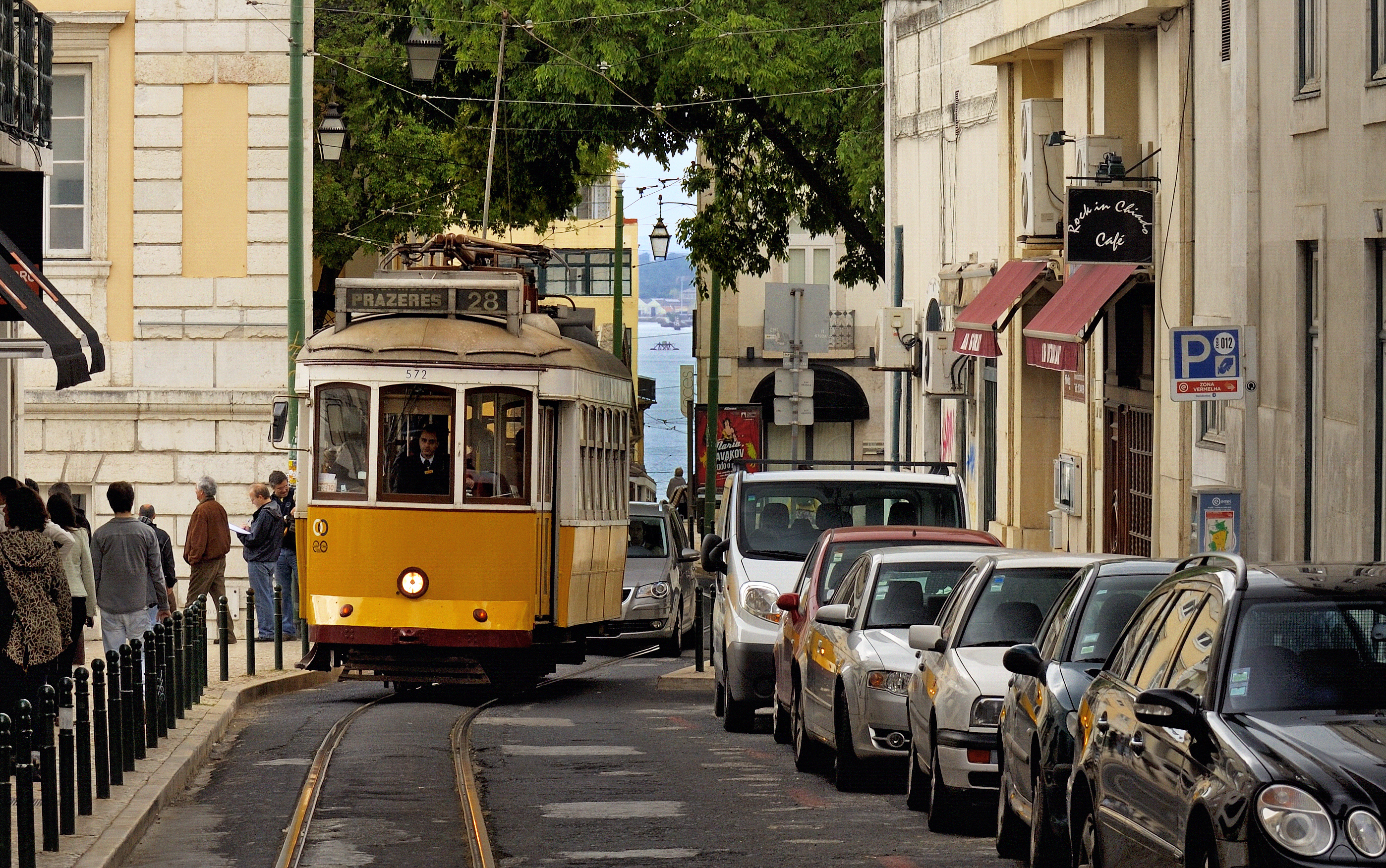
Трамвай 28 в Шіаду

Лісабонський трамвай з'явився у 1901 році і став другим у країні після міста Порту. Сьогодні його функціонування обмежене до п'яти маршрутів (E12, E15, E18, E25, E28), суто в історичній частині міста, крім 15-го, який сягає передмістя Алжеш (район Оейраша). Загальна довжина трамвайних колій 48 км, кількість рухомого складу — 58 одиниць (в тому числі 40 історичних). Обслуговується державним підприємством «Карріш», має послугу оренди.

### Мости
Перший міст через річку Тежу був споруджений ще за часів португальського диктатора Салазара у 1962—1966 роках — так званий підвісний міст завдовжки 2277 м і 70 м у висоту. З моменту відкриття (6 серпня 1966 року) і до Революції гвоздик носив ім'я диктатора  — міст Салазара. 1974 року назву було змінено на честь революції — Міст імені 25 квітня. Це одночасно автомобільний (платний у північному напрямку) і залізничний міст, що з'єднує місто з півднем, зокрема з містом Алмадою та Сетубальським адміністративним округом. Щороку в середині березня через міст проходить маршрут Лісабонського напівмарафону (з цього приводу автомобільний рух припиняється на декілька годин, а охочі пробігти мостом мають можливість це зробити).
Другим лісабонським мостом є вантовий міст Вашку да Гама, спорудження якого планувалось ще задовго до початку будівництва, — збудований до міжнародної експозиції Expo 1998 (відкритий 4 квітня 1998 року). Зі своєю завдовжки 17,3 км є найдовшим мостом у Європі та 5-м у світі. Міст є суто автомобільним — з'єднує місто Лісабон у його східній частині з містом Монтіжу Сетубальського адміністративного округу і південними регіонами країни, є платним.

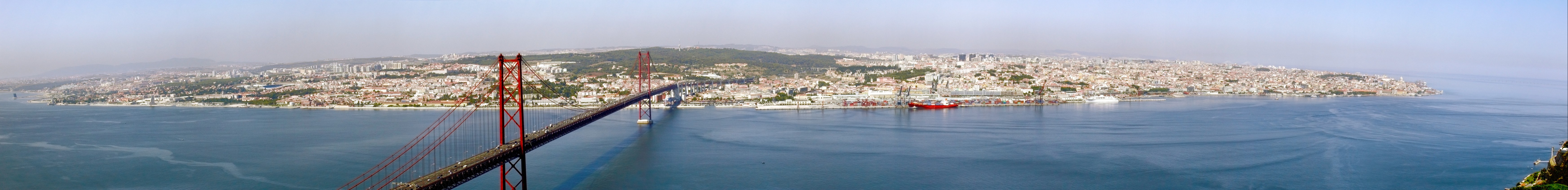

## Культура

### Архітектура

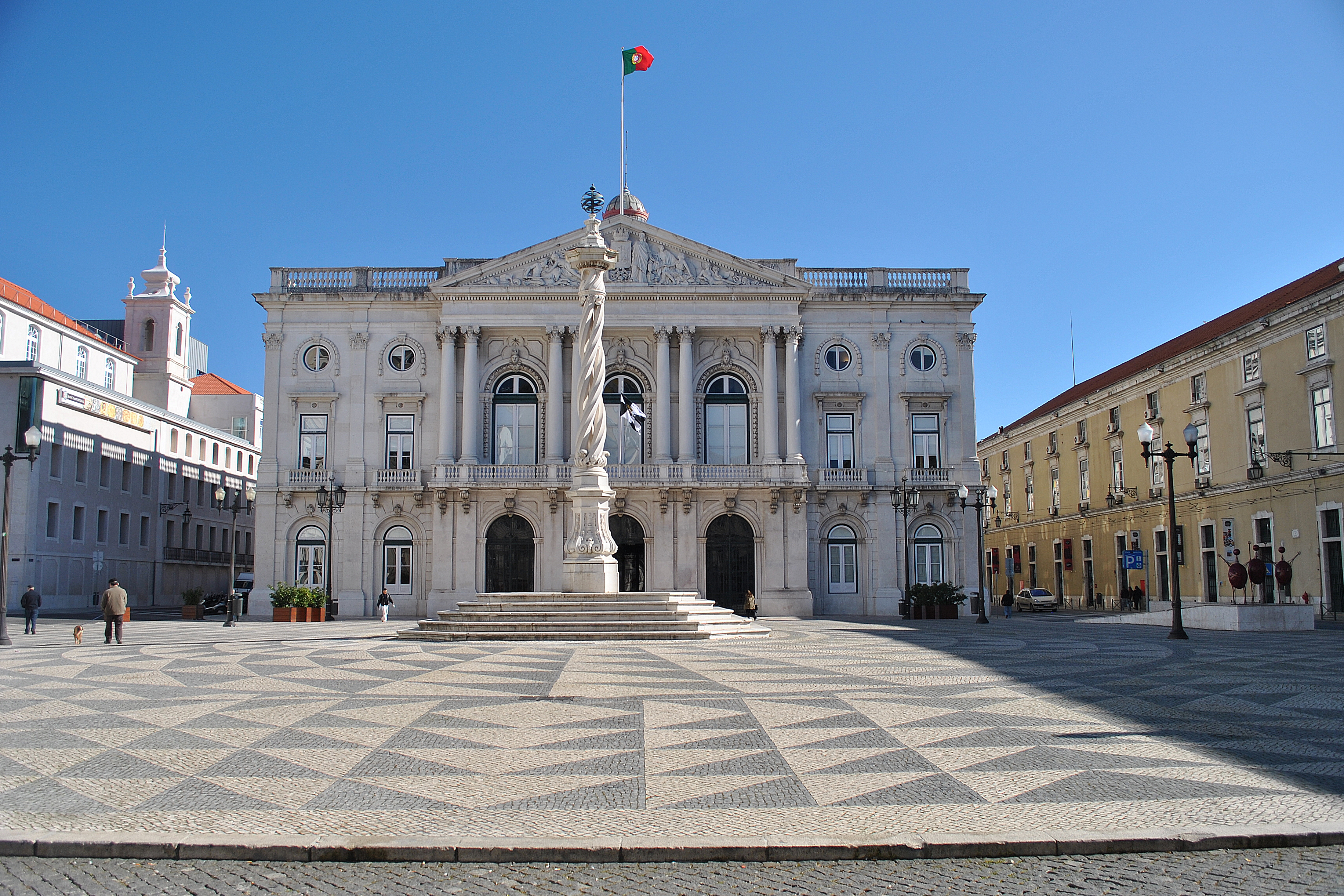
Муніципальна площа та будинок мерії в Лісабоні

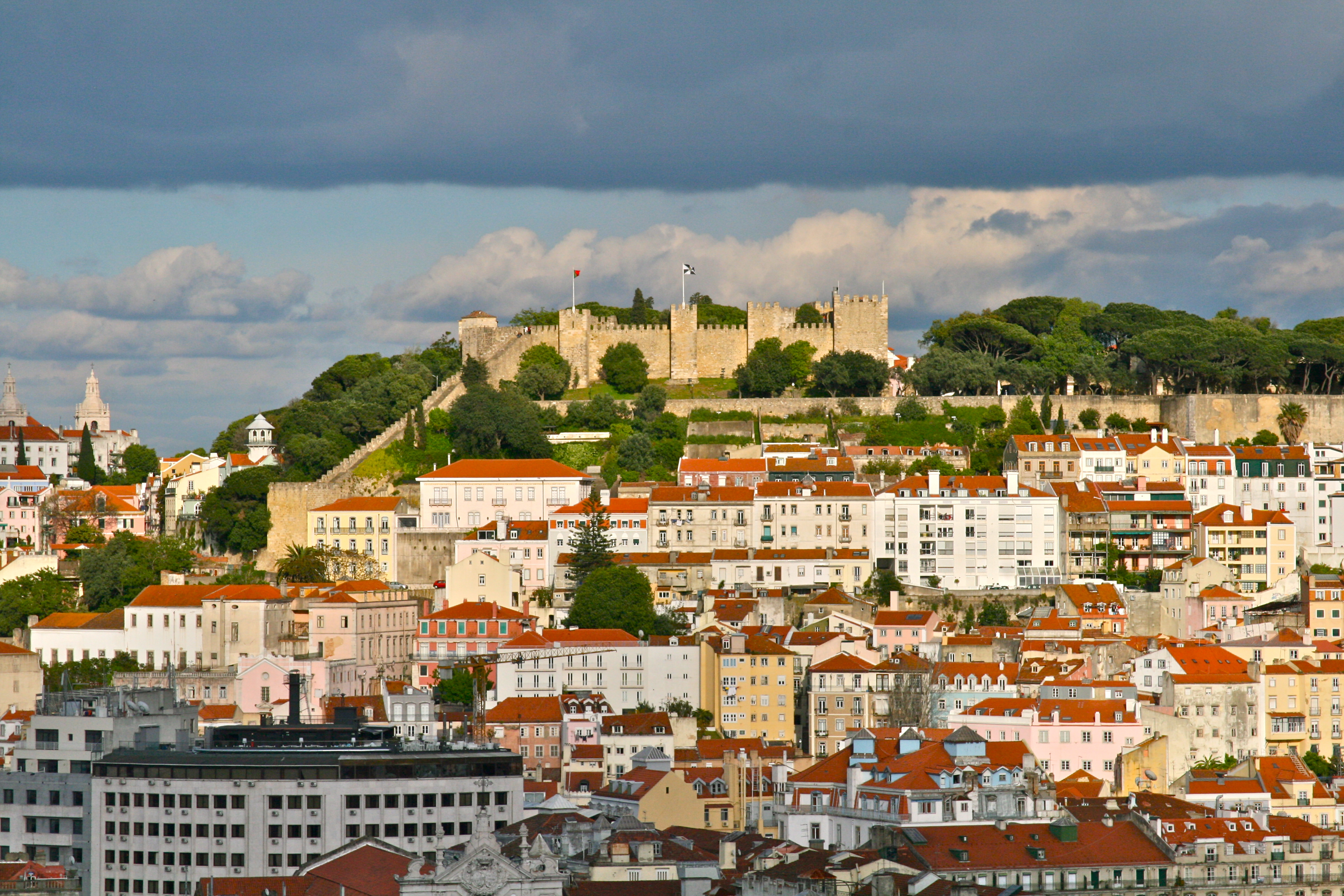
Замок святого Георгія

Лісабон по праву вважається перлиною португальських міст. Місто дуже багате на історико-архітектурні пам'ятки, причому в Лісабоні гармонійно поєднується архітектурна спадщина різноманітних стилів: замок IX—XIV ст. ст., романський собор XII ст. (перебудований у XVIII ст.), готичний монастир кармелітів (1389—1423 роки, нині в ньому діє археологічний музей), башта Белен у мануельському стилі (1515—1521), розкішні палаци (Беленський палац, Мафрський палац і палац Келуш — бароко; Ажудський палац і палац Сан-Бенту — класицизм) та численні храми, виконані в національному стилі, а також бароко (базиліка Ештрела, церкви святого Вісенте ді Фора, Консейсау Велья, Святого Роке, Музей церковного сакрального мистецтва), монументальний Національний пантеон. У XX столітті в Лісабоні з'явились яскраві взірці постмодернізму. Замок святого Георгія — одна з будівель, що вціліла після землетрусу 1755 року. Тепер це найвища точка Лісабона. Санта-Жуста — ліфт, що сполучає район Байру-Алто із центральним кварталом Байшу.
Лісабон перетинається широкими бульварами, які виводять до великих майданів, посередині яких зазвичай встановлені монументальні пам'ятники переважно діячам національної історії та культури. Визначними серед вулиць (власне бульварів) Лісабона є бульвар Свободи (Avenida da Liberdade), бульвар Фонтеш Перейра де Мелу (Avenida Fontes Pereira de Melo), бульвар Алміранте Реїша (Avenida Almirante Reis) та бульвар Республіки (Avenida da República).

### Церкви
- Лісабонський собор — найстарша церква міста, закладена 1147 року.
- Церква пам'яті — храм 1788 року.
- Церква Діви Марії Світлої — храм XVI ст.
- Церква святої Енграції — храм XVII—XVIII століть, національний пантеон.
- Церква Сау Домінгуш

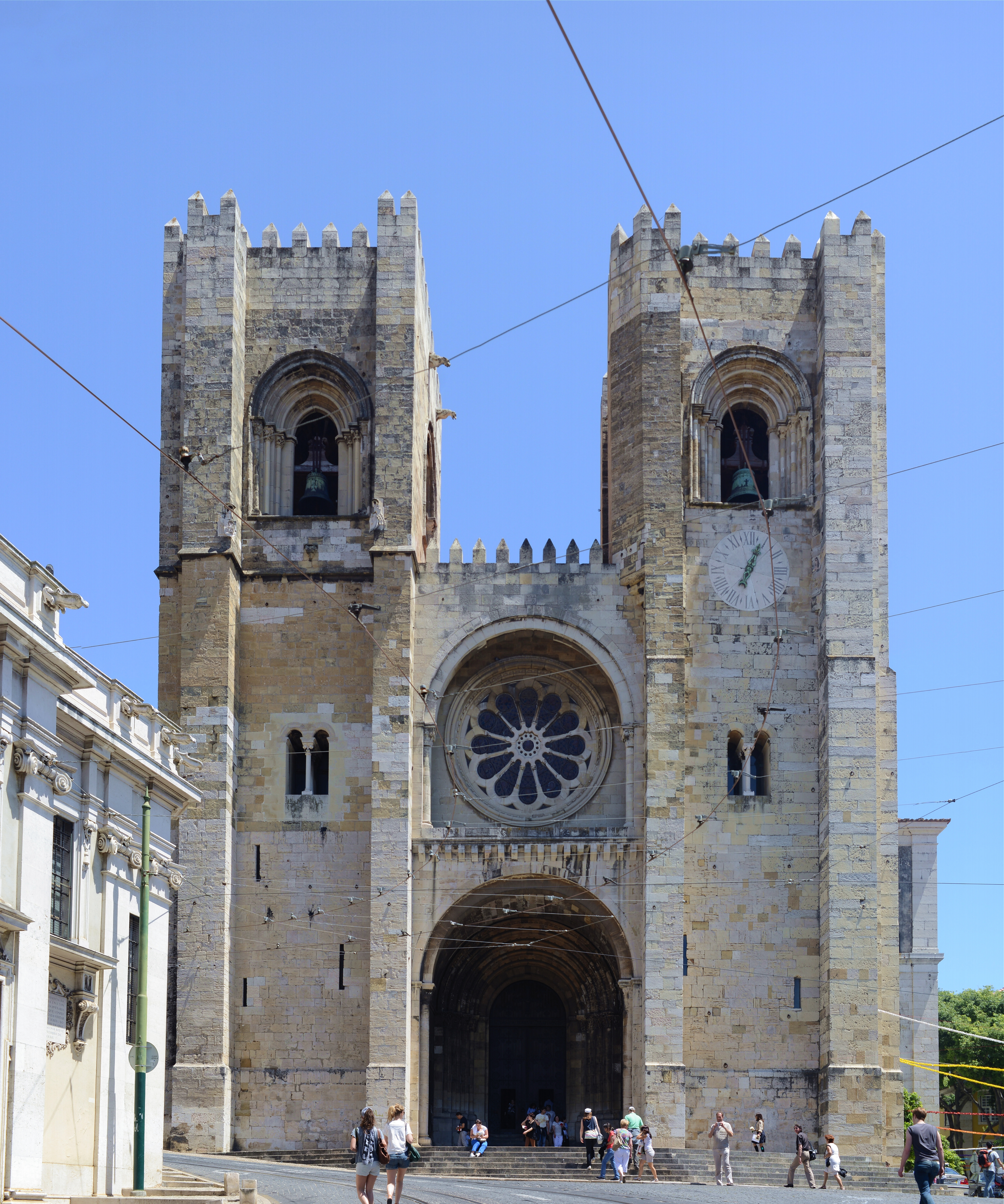
Лісабонський собор
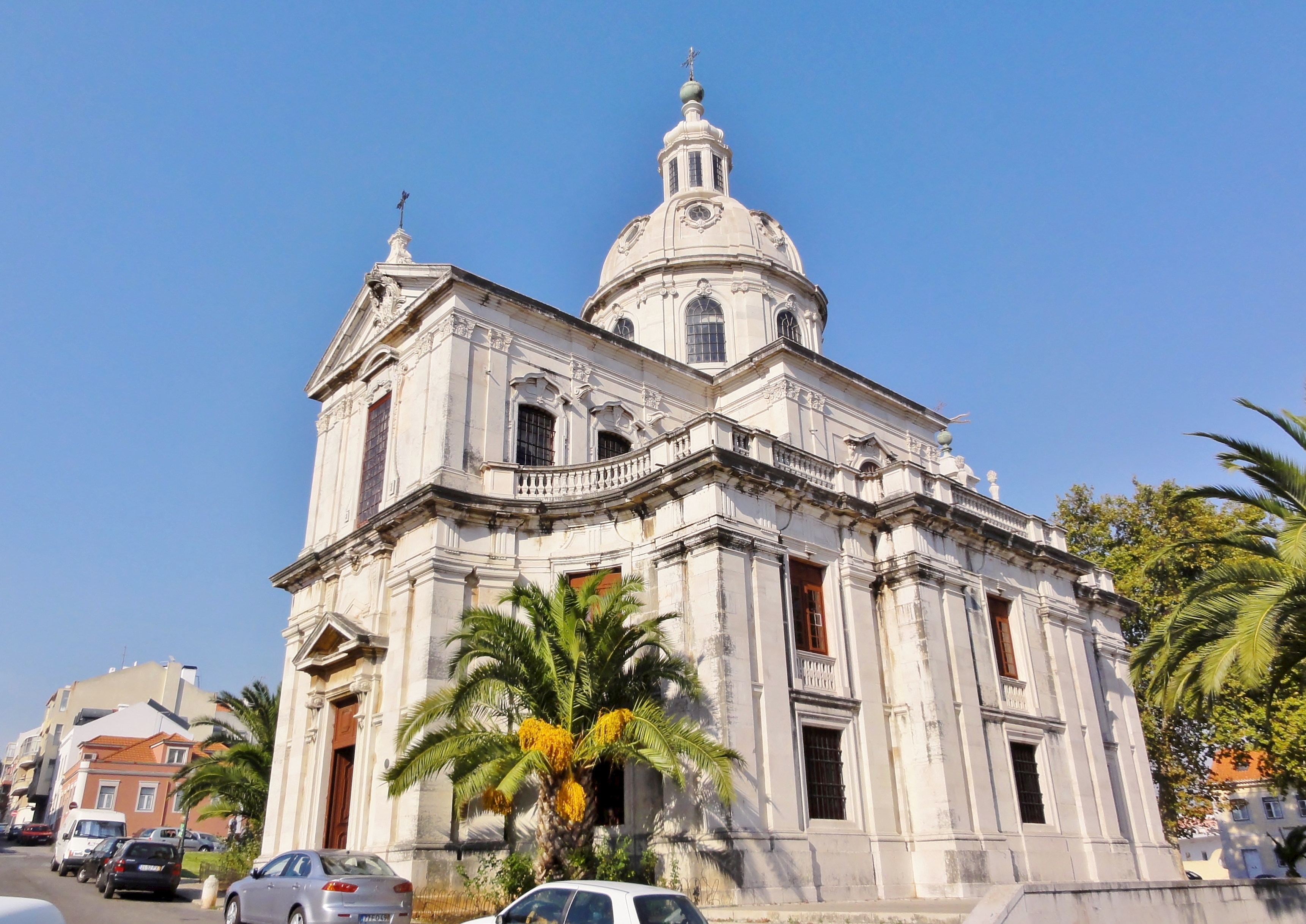
Церква пам'яті
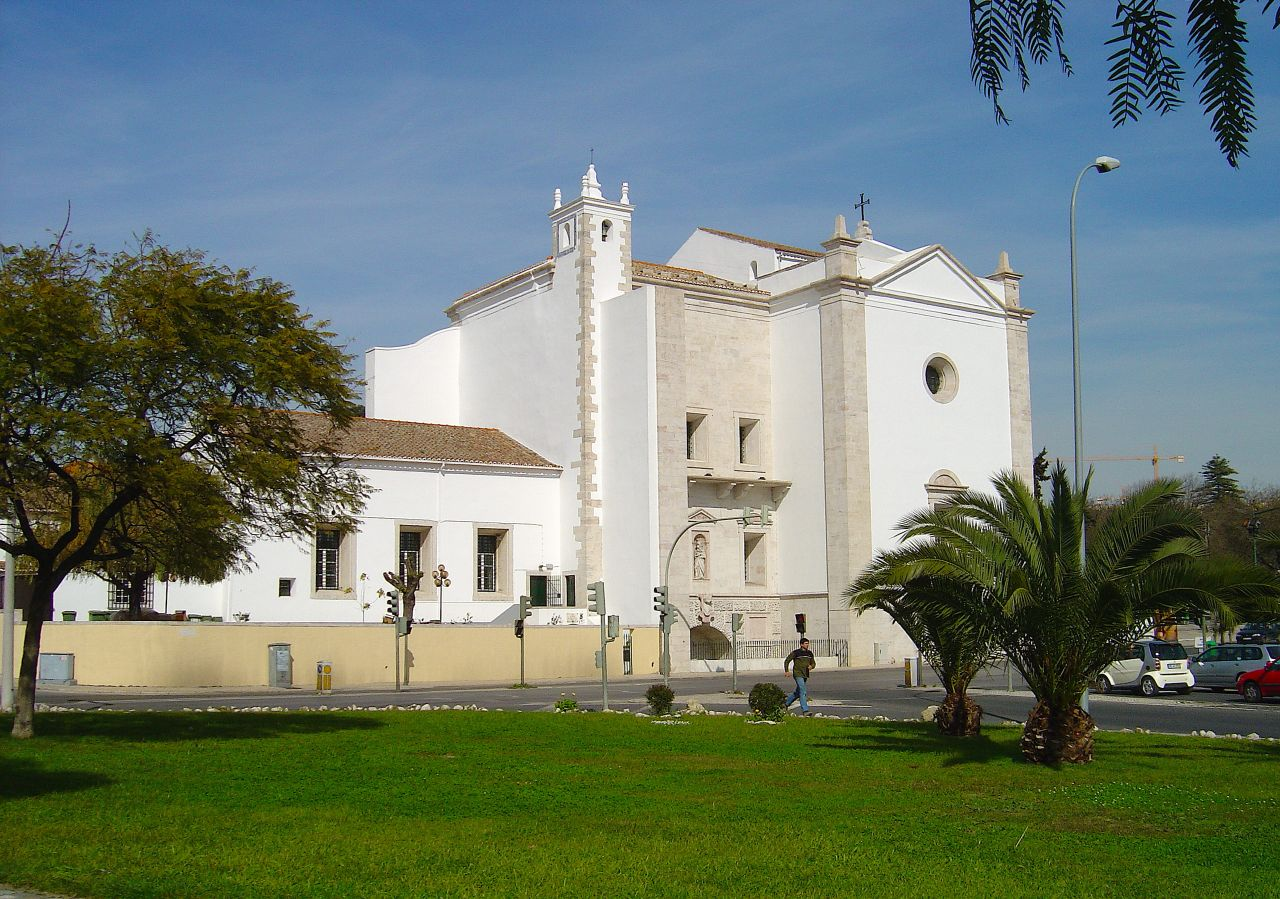
Церква Діви Марії Світлої
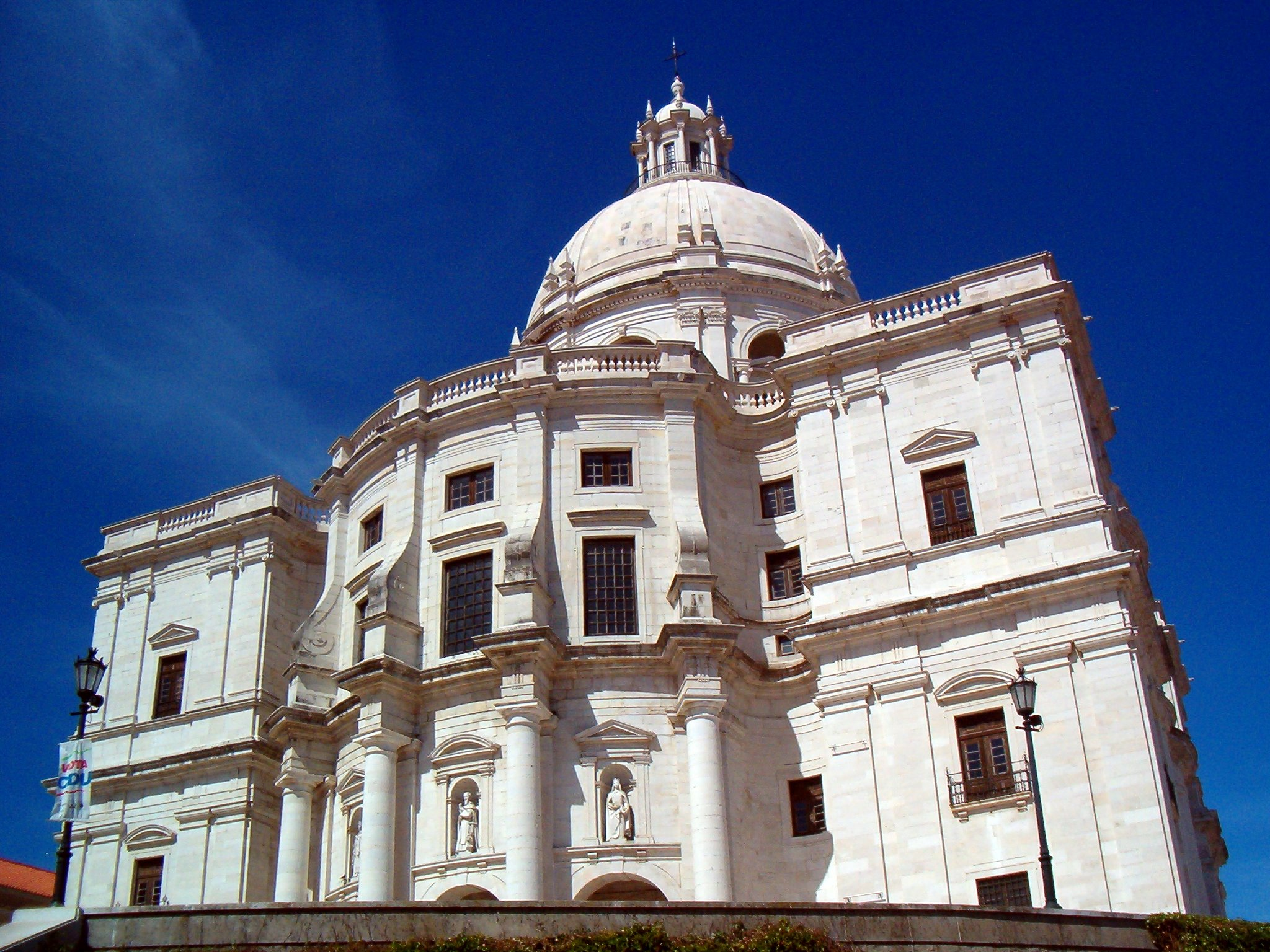
Церква святої Енграції
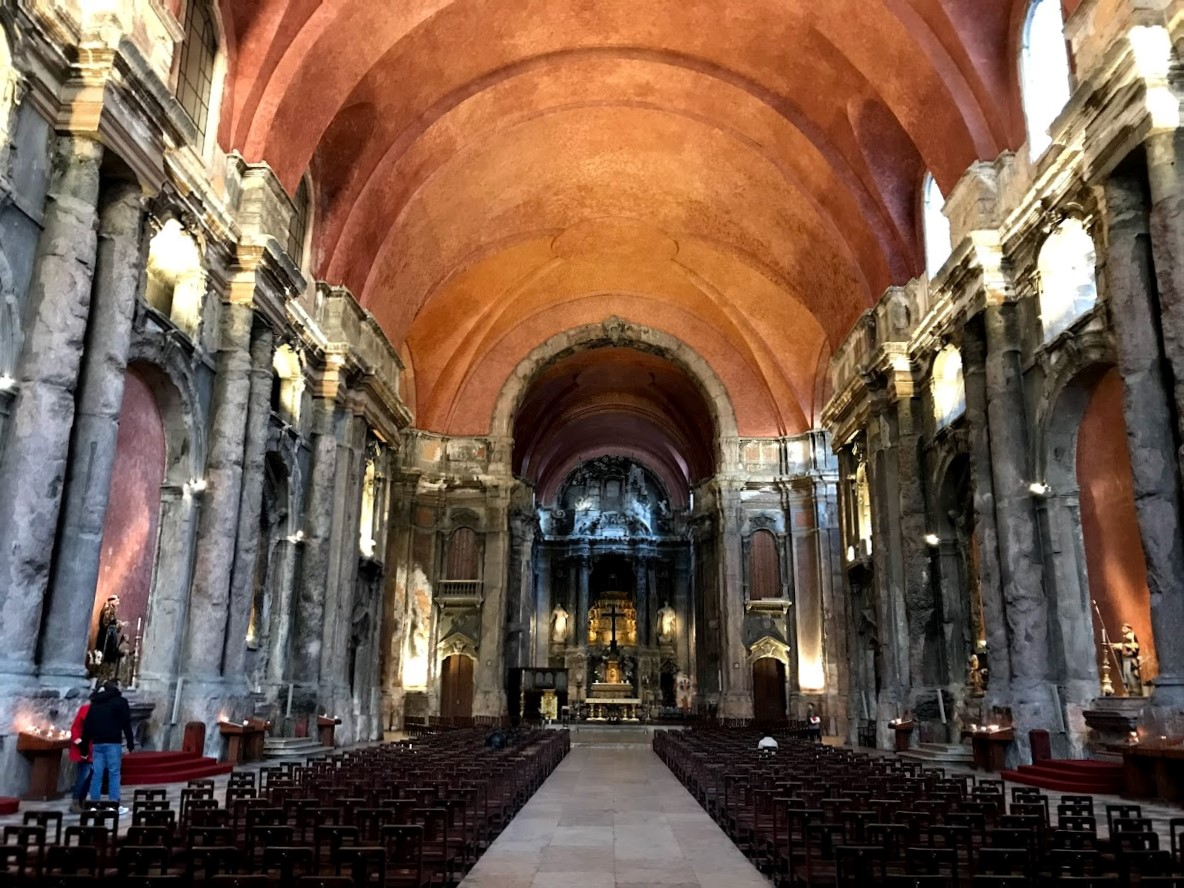
Інтер'єр Церкви Сау Домінгуш

### Палаци

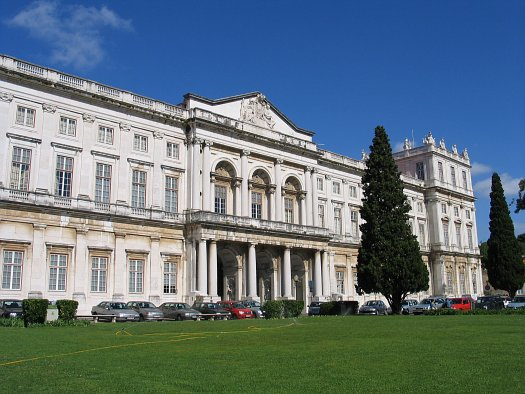
Ажудський палац
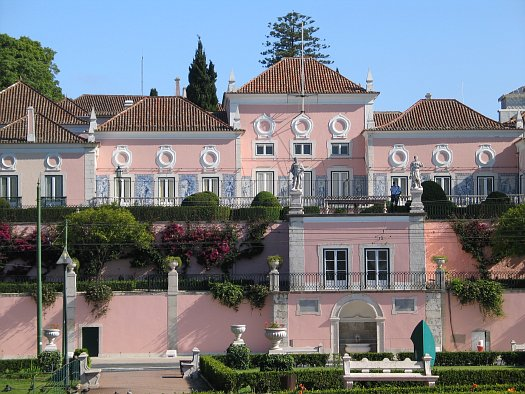
Беленський палац
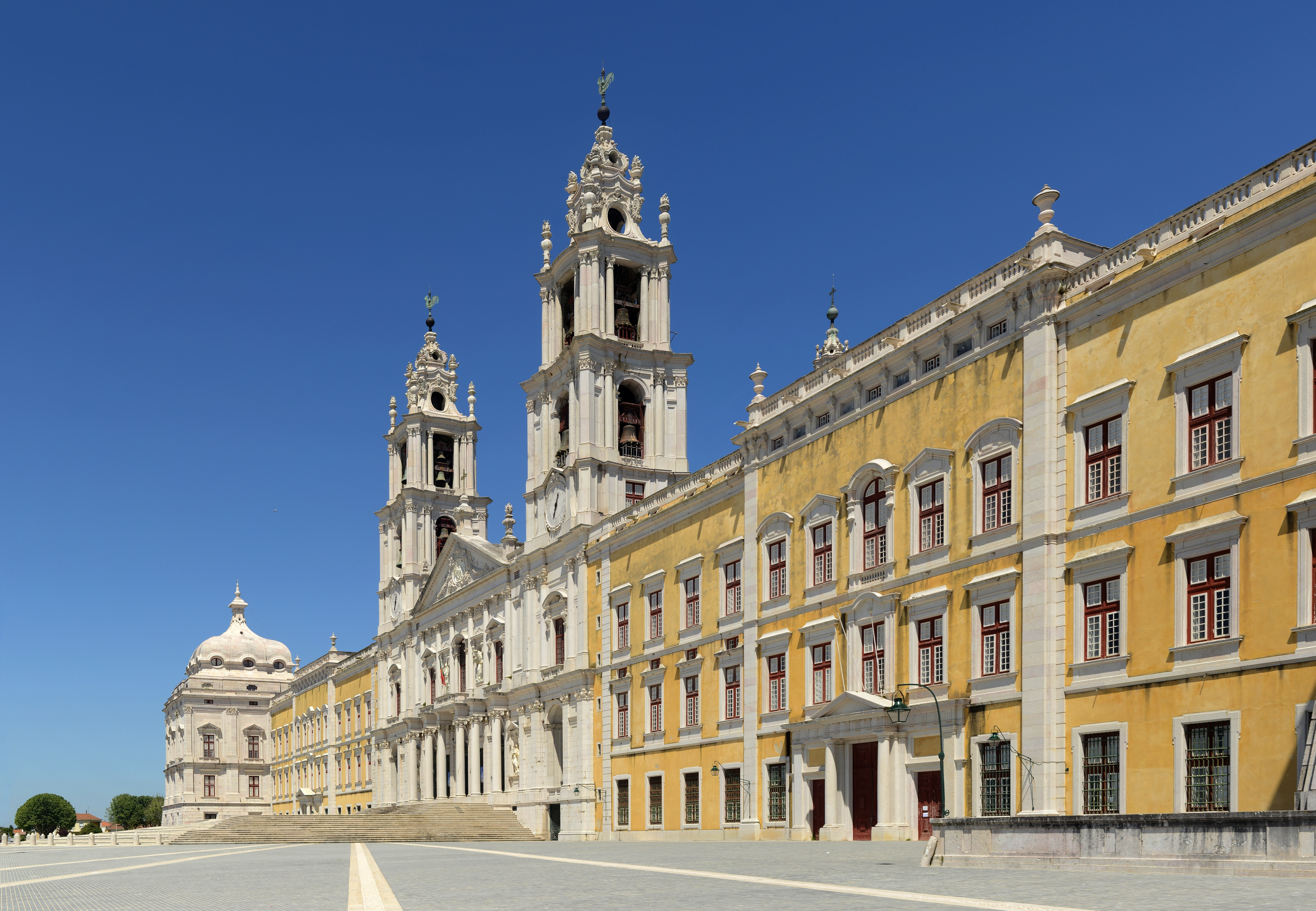
Мафрський палац

- Ажудський палац
- Беленський палац
- Мафрський палац

### Музеї
- Національний музей старовинного мистецтва (Museu Nacional de Arte Antiga)
- Музей Азулежу (Museu do Azulejo), присвячений традиційній португальській мозаїці
- Музей Галуста Гюльбенкяна (Museu Calouste Gulbenkia) — містить різноманітні колекції давнього та сучасного мистецтва
- Національний археологічний музей (Museu Nacional de Arqueologia)
- Морський музей (Museu de Marinha) — присвячений історії португальського мореплавства
- Національний музей костюма та моди (Museu Nacional do Traje e da Moda)
- Музей-колекція Берардо — зібрання творів сучасного мистецтва у культурному центрі «Белен»
- Національний музей карет (Museu Nacional dos Coches) — містить найбільше подібне зібрання у світі
- Музей фармації (Museu da Farmácia)
- Музей Сходу (Лісабон)
- Лісабонський окенаріум (Oceanário de Lisboa), що є другим за розмірами у світі
- Військовий музей (Лісабон)
- Археологічний музей Карму

### Наука та освіта
- Лісабонська академія наук
- Національний архів Португалії
- Національна бібліотека Португалії
- Португальська академія історії

#### Вищі навчальні заклади
- Відкритий університет (Лісабон) — державний університет дистанційного навчання.
- Військова академія (Португалія) — головний освітній заклад португальської армії та жандармерії.
- Лісабонський університет — найбільший державний університет країни.
- Новий Лісабонський університет — державний університет
- ISCTE — Лісабонський університетський інститут — державний університет бізнесу
- Морська школа (Португалія) — головний освітній заклад португальського флоту.
- Вищий інститут поліцейських наук і внутрішньої безпеки — поліцейська академія.

#### Середні навчальні заклади
- Військовий колегіум — головне військове училище португальської армії.

### Театри
- Національний театр святого Карлуша — Лісабонський оперний театр
- Культурний центр «Белен» (Centro Cultural de Belém)
- Національний театр Д. Марії II (Teatro Nacional D. Maria II)
- Фундація Галуста Гюльбенкяна

### Спорт
Лісабон у футбольній Прімейрі-Лізі представлений трьома клубами — ФК «Бенфіка», ФК «Спортінг» та ФК «Белененсеш», кожен із яких свої домашні матчі проводить на власному стадіоні — «Да Луж», «Алваладе XXI» і «Рештелу» відповідно. Перших два стадіони за класифікацією УЄФА є п'ятизірковими і приймали по п'ять матчів європейської футбольної першості, що проходила в країні у 2004 році. Саме лісабонський стадіон «Луж» був ареною історичного фінального матчу між збірними командами Греції та Португалії, у якому греки вибороли «золото» чемпіонату.
- Лісабонські футбольні клуби, що грають у Прімейрі-Лізі:
  - ФК «Бенфіка»
  - ФК «Спортінг» (SCP)
  - «Рештелу»

## Міста-побратими
| Місто          | Країна              | Дата угоди           | Місто        | Країна       | Дата угоди             |
| -------------- | ------------------- | -------------------- | ------------ | ------------ | ---------------------- |
| Загреб         | Хорватія            | 15 червня 1977 року  | Луанда       | Ангола       | 11 жовтня 1988 року    |
| Мадрид         | Іспанія             | 31 травня 1979 року  | Кашеу        | Гвінея-Бісау | 14 листопада 1988 року |
| Ріо-де-Жанейро | Бразилія            | 10 червня 1980 року  | Будапешт     | Угорщина     | 28 вересня 1992 року   |
| Мапуту         | Мозамбік            | 20 березня 1982 року | Буенос-Айрес | Аргентина    | 1992 року              |
| Макау          | КНР                 | 20 травня 1982 року  | Гімарайш     | Португалія   | 29 червня 1993 року    |
| Сан-Томе       | Сан-Томе і Принсіпі | 26 травня 1983 року  | Туніс        | Туніс        | 3 вересня 1993 року    |
| Бісау          | Гвінея-Бісау        | 31 травня 1983 року  | Париж        | Франція      | 1998 року              |
| Малакка        | Малайзія            | 19 січня 1984 року   | Київ         | Україна      | 26 жовтня 2000 року    |
| Салвадор       | Бразилія            | 3 квітня 1985 року   | Сан-Паулу    | Бразилія     | 2007 року              |
| Бразиліа       | Бразилія            | 28 червня 1985 року  | Афіни        | Греція       | ?                      |
| Прая           | Кабо-Верде          | 26 травня 1986 року  | Нікосія      | Кіпр         | ?                      |
| Рабат          | Марокко             | 22 березня 1988 року | Нью-Джерсі   | США          | ?                      |

## Лісабон і українці
1880 року Володимира Антоновича відрядили за кордон на один рік, і того ж року він бере участь як депутат від університету Св. Володимира і як член Московського археологічного товариства в IX археологічному з'їзді в Лісабоні.
Проспект України (порт. Avenida da Ucrânia) — проспект у Четвертому кварталі міста Лісабона. Розміщений у північно-східній частині португальської столиці поблизу станції «Бела-Вішта» Лісабонського метрополітену. Пролягає від проспекту Республіки Болгарії (порт. Avenida da República de Bulgária) до Кільця Бела-Вішти (порт. Rotunda da Bela Vista).
Посольство України в Португальській Республіці розташовано на Av. das Descobertas 18.
Садиба спілки Українців у Португалії, Rua Félix Correia Nº1, 2-Esq 1500—271.
15 вересня 2019 року на площі Італії в Лісабоні відрито погруддя Тараса Шевченка.

## Галерея

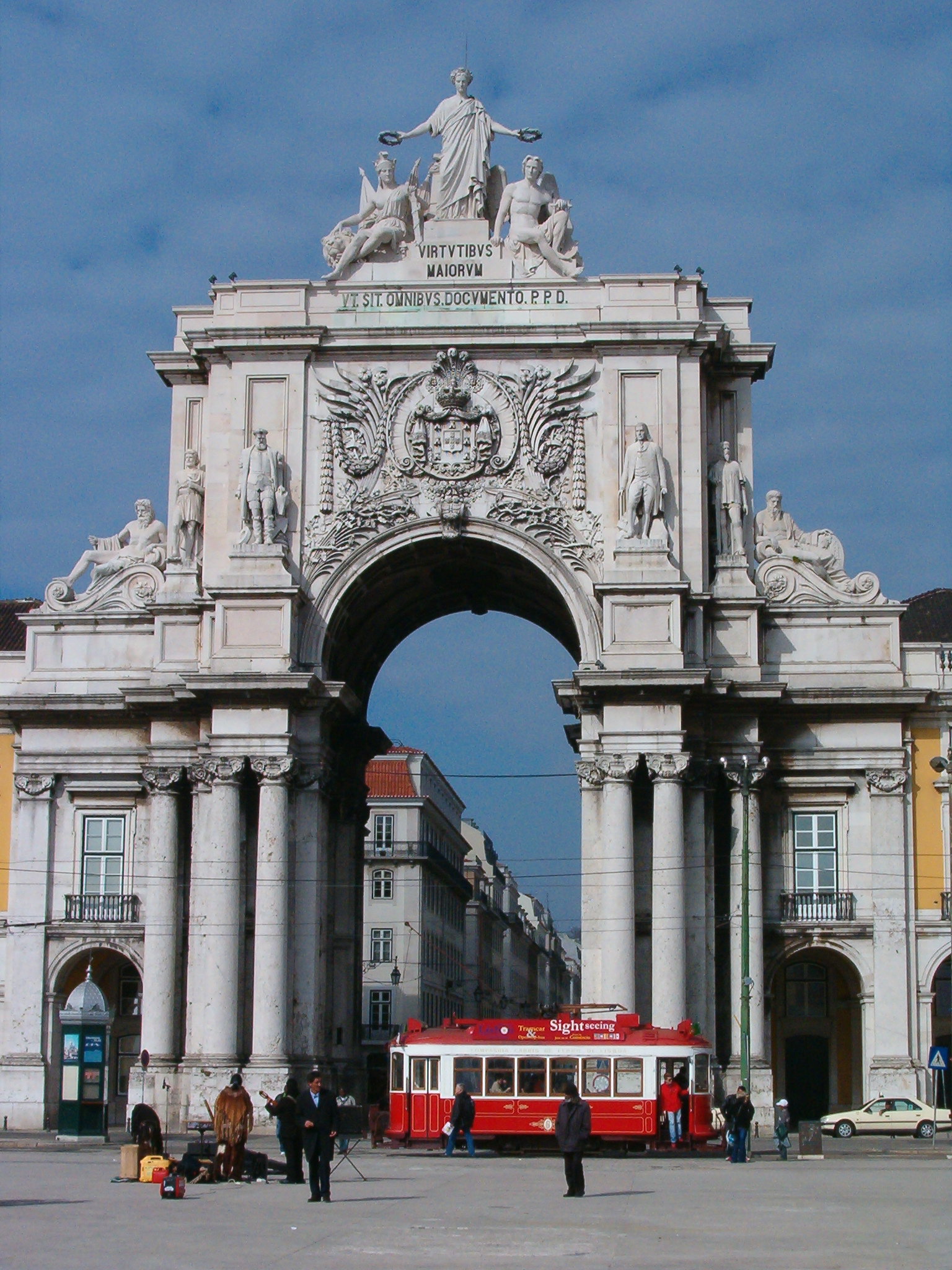
Тріумфальна арка на Комерційній площі
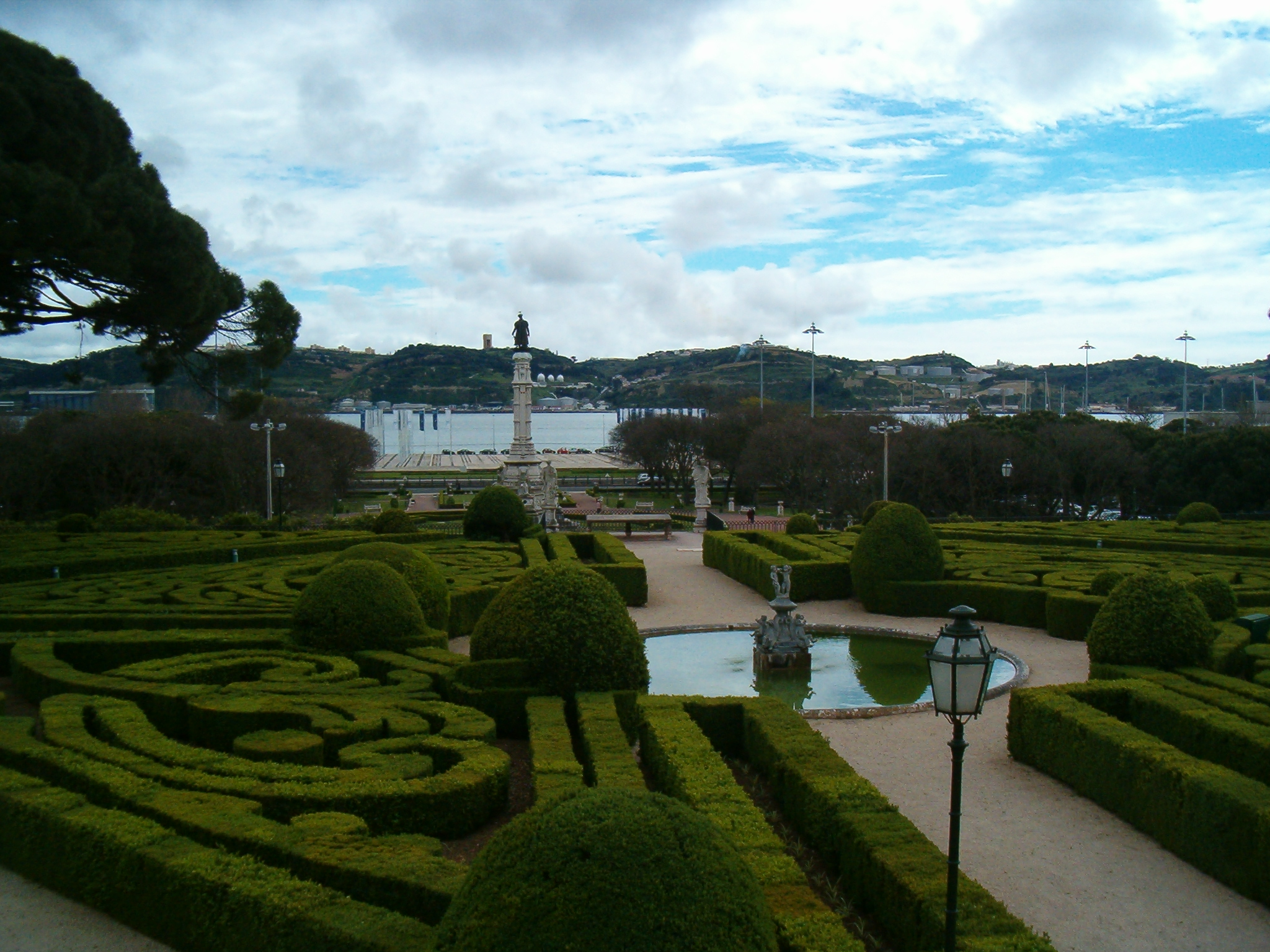
Вигляд з Беленського палацу
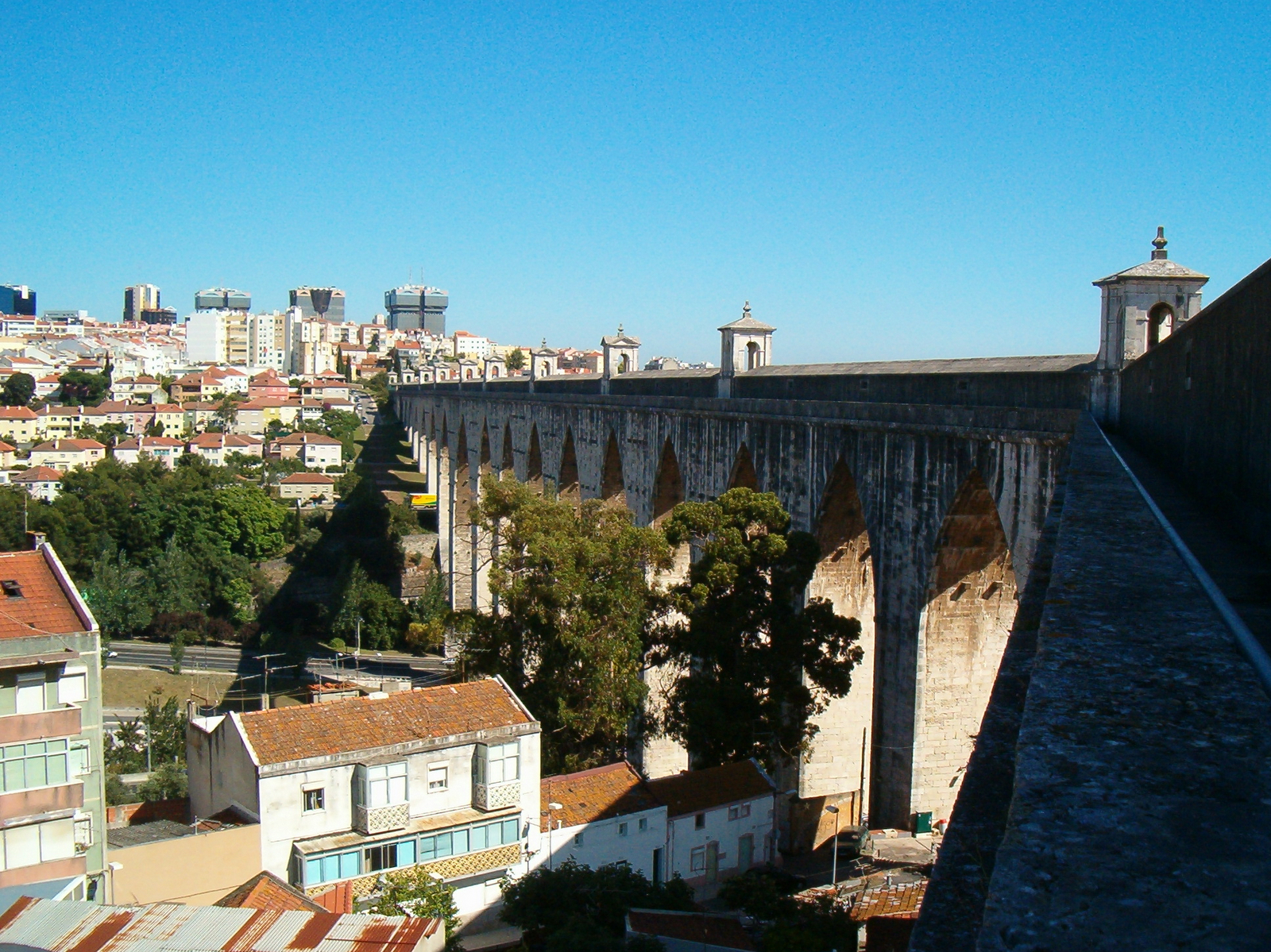
Акведук у Лісабоні
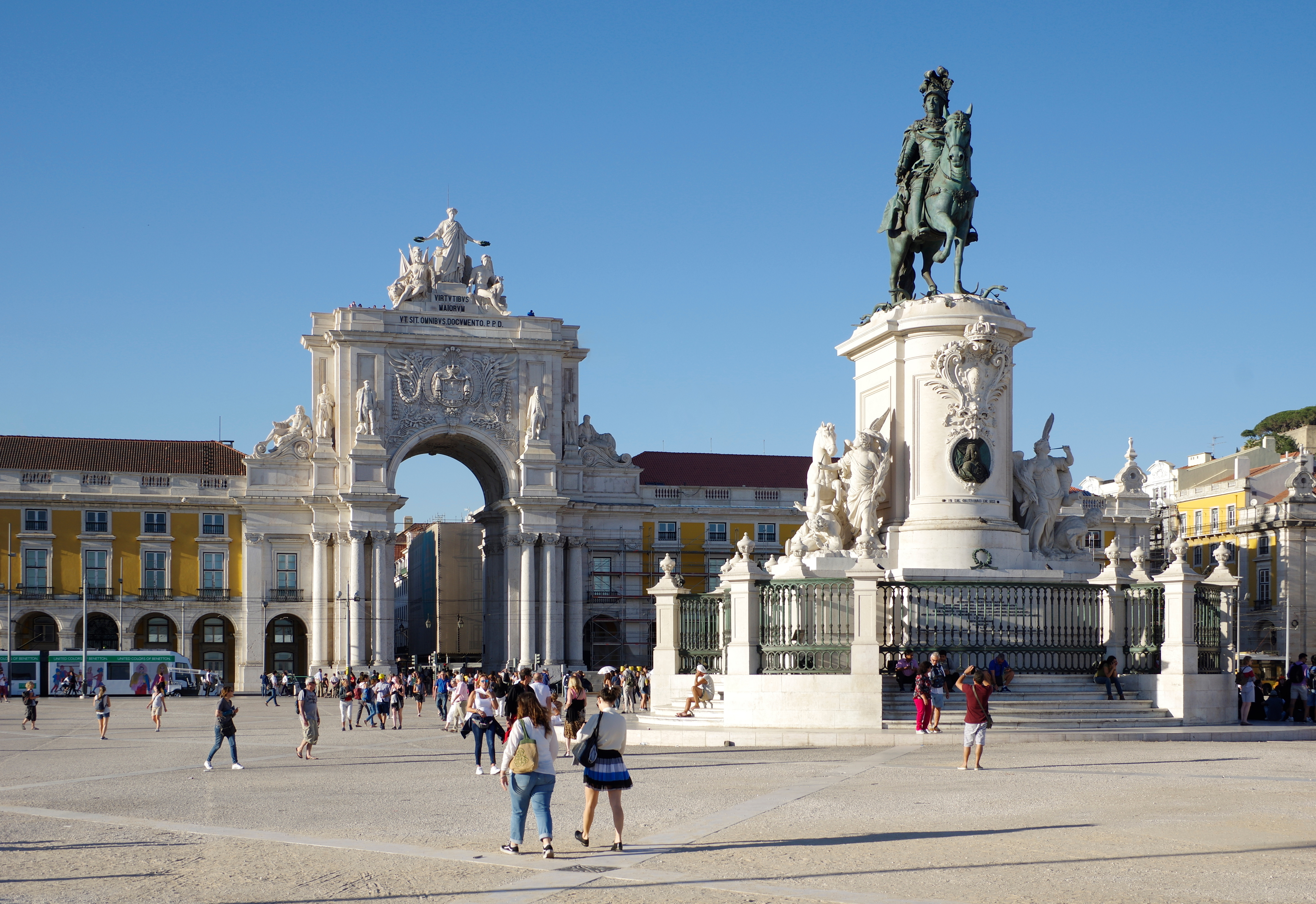
Комерційна площа
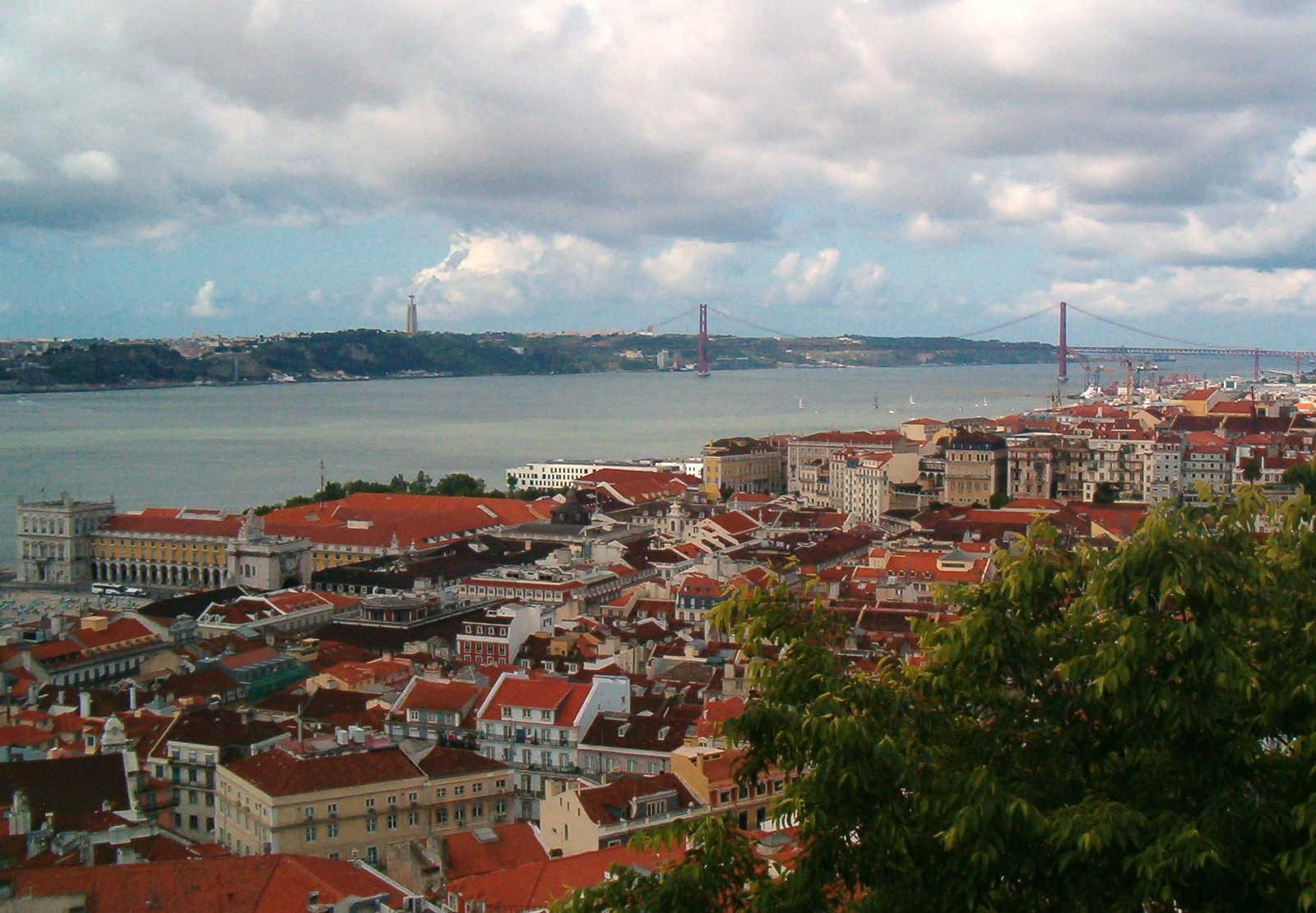
Панорама моста (річка Тежу позаду)
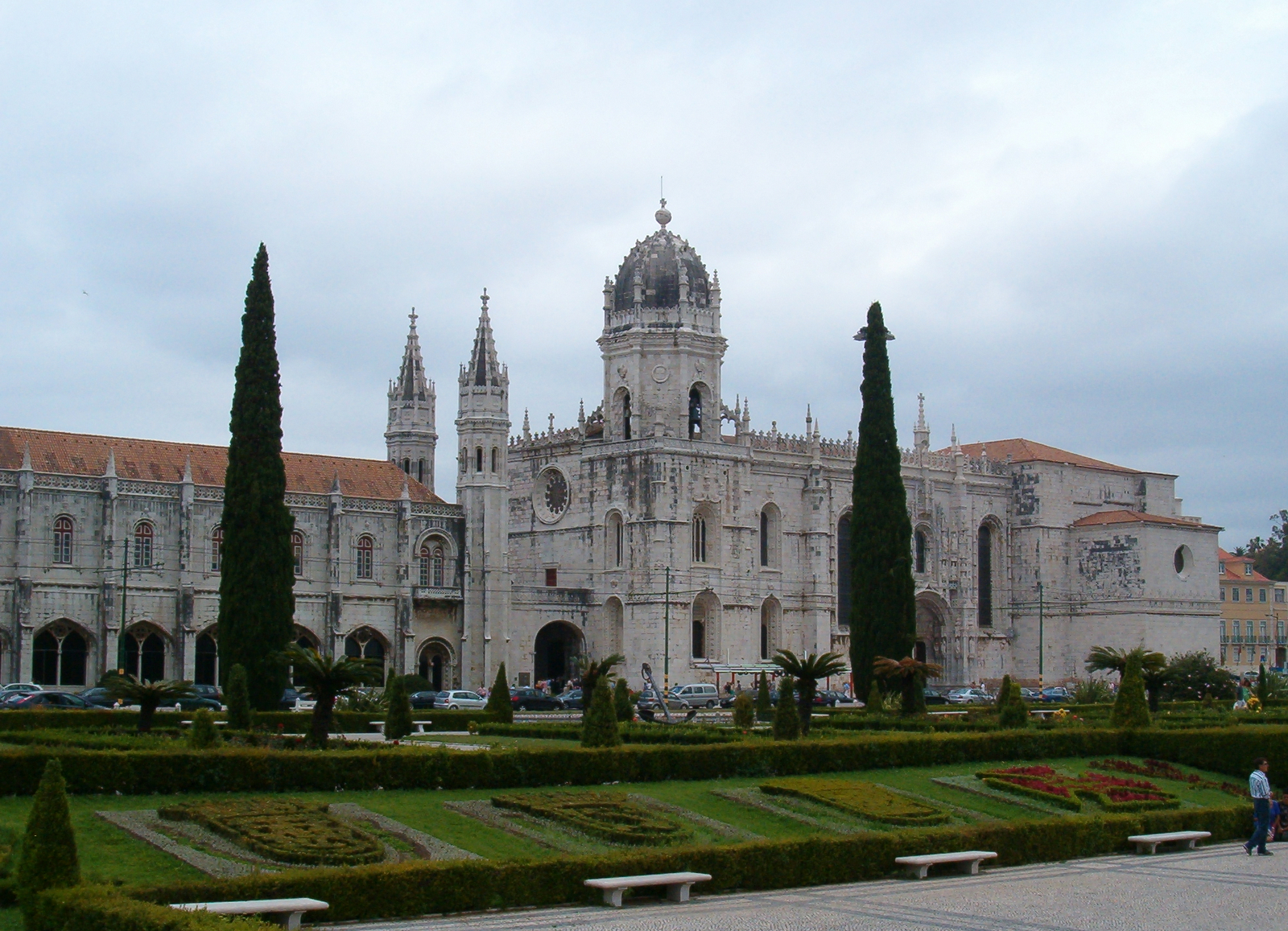
Монастир Ієронімітів
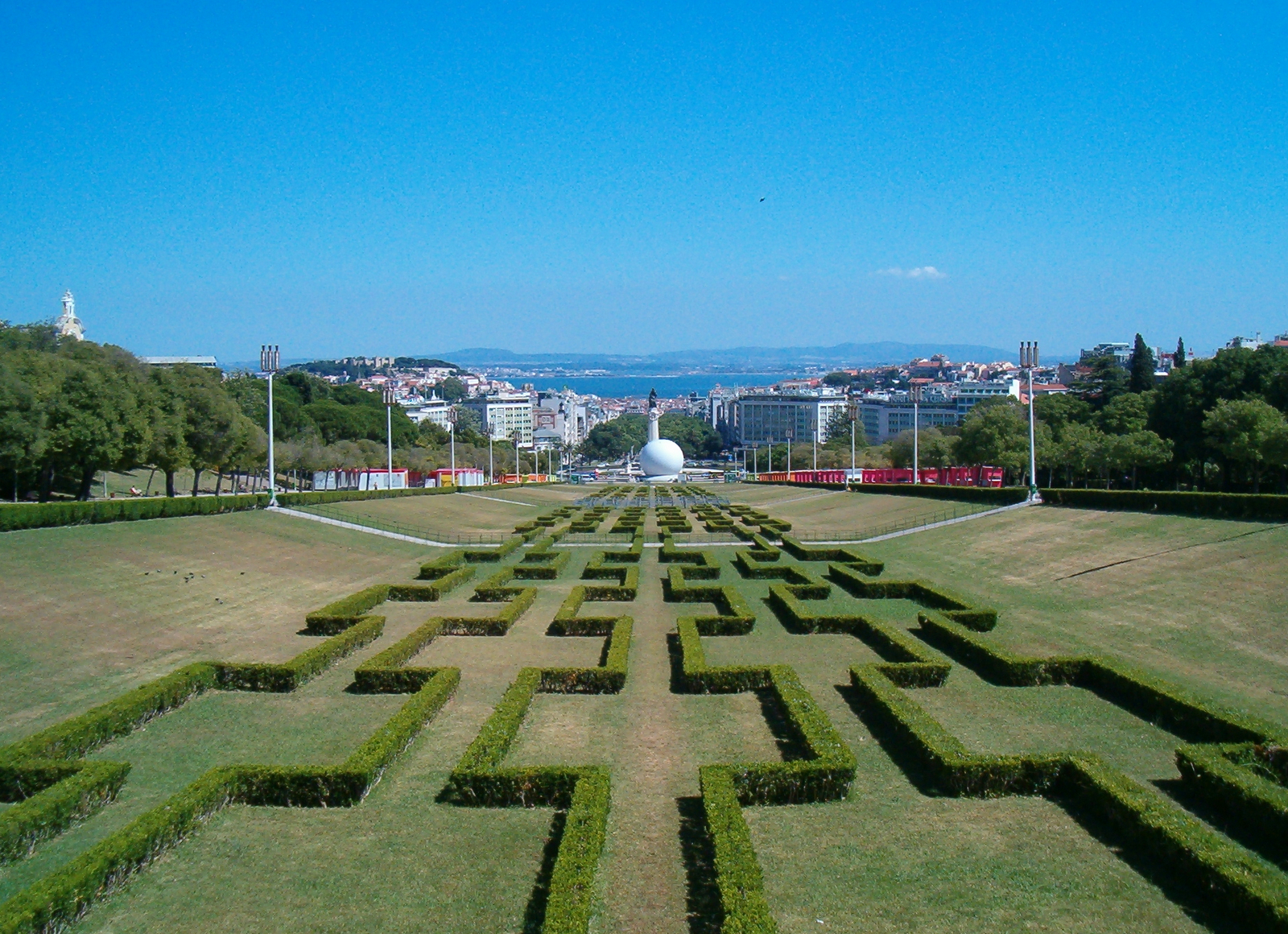
Парк Едуарда VII